# Bebeto
Bebeto, teljes nevén: José Roberto Gama de Oliveira (Salvador, 1964. február 16. –) világbajnok brazil válogatott labdarúgó.
A brazil válogatott tagjaként részt vett az 1988. és az 1996. évi nyári olimpiai játékokon, az 1990-es, az 1994-es és az 1998-as világbajnokságon, az 1989-es Copa Américán és az 1997-es konföderációs kupán.

## Sikerei, díjai
Flamengo
- Carioca bajnok (1): 1986

Vasco da Gama
- Brazil bajnok (1): 1989

Deportivo La Coruña
- Spanyol kupagyőztes (1): 1994–95
- Spanyol szuperkupagyőztes (1): 1995

Brazília
- Olimpiai ezüstérmes (1): 1988
- Olimpiai bronzérmes (1): 1996
- Copa América győztes (1): 1989
- Világbajnok (1): 1994
- Konföderációs kupa győztes (1): 1997

Egyéni
- A Carioca bajnokság gólkirálya (2): 1988 (17 gól), 1989 (18 gól)
- A Copa América gólkirálya (1): 1989 (6 gól)
- A brazil bajnokság gólkirálya (1): 1992 (18 gól)
- A spanyol bajnokság gólkirálya (1): 1992–93 (30 gól)
- A nyári olimpiai játékok társgólkirálya (1): 1996 (6 gól Hernán Crespóval közösen.)